# Showband

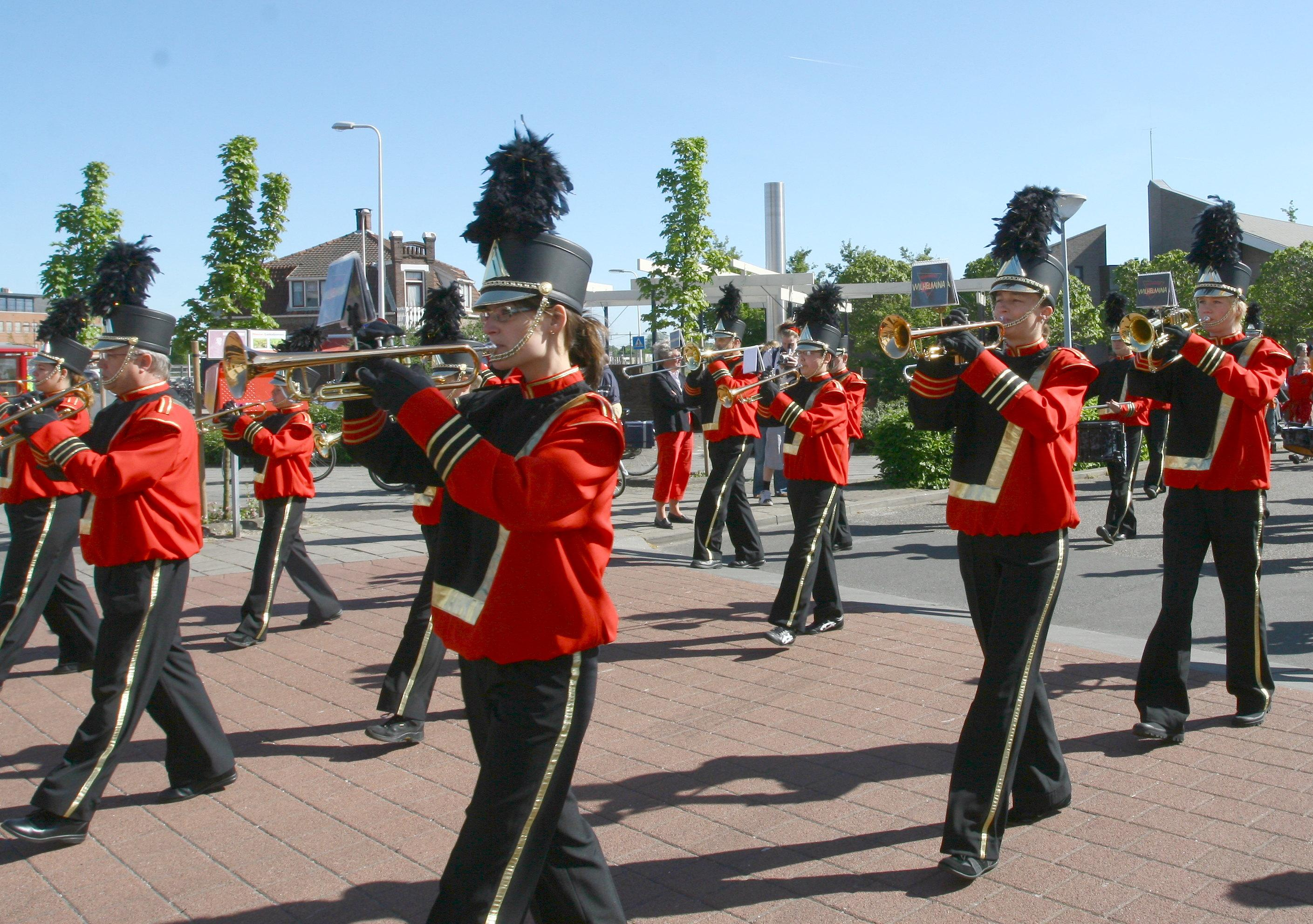
Showband Wilhelmina uit Rijssen

Een showband of showkorps is een muziekkorps dat naast muziek ook show-elementen brengt. Showkorpsen kennen diverse bezettingen. De band bestaat uit een fanfare of een drumband soms aangevuld met colorguards en/of majorettes. Het showelement komt met name naar voren in de choreografie die speciaal voor het showkorps is geschreven. Een show duurt veelal 15 minuten. Naast veldshows hebben sommige showbands ook straatshows waarbij het marcheren door de straat afgewisseld wordt met showelementen. Het muzikale repertoire is vaak redelijk modern.

## Color guards en majorettes
Een veel gezien onderdeel bij een showband zijn de color guards en/of majorettes. Majorettes gebruiken een baton om vorm te geven aan de muziek, terwijl color guards gebruikmaken van vlaggen, sabels en houten geweren. De color guards zijn “overgewaaid” uit de Verenigde Staten en met name de laatste tiental jaren zijn ze sterk in opkomst waardoor veel showbands tegenwoordig alleen nog een color guardsectie hebben.

## Taptoes en concoursen
Showbands zijn met name te zien bij taptoes, concoursen en optochten. In Nederland komen veel (kleinschalige) evenementen voor, met name in de plaatsen waar een showband is gevestigd. Het belangrijkste concours in Nederland is het Wereld Muziek Concours te Kerkrade. Een belangrijke schakel tussen taptoe-organisaties en showkorpsen is de Stichting Combinatie Van Korpsen die sinds 1968 actief is in het tot stand brengen van contacten tussen organisaties en showkorpsen.